# رندر معماری

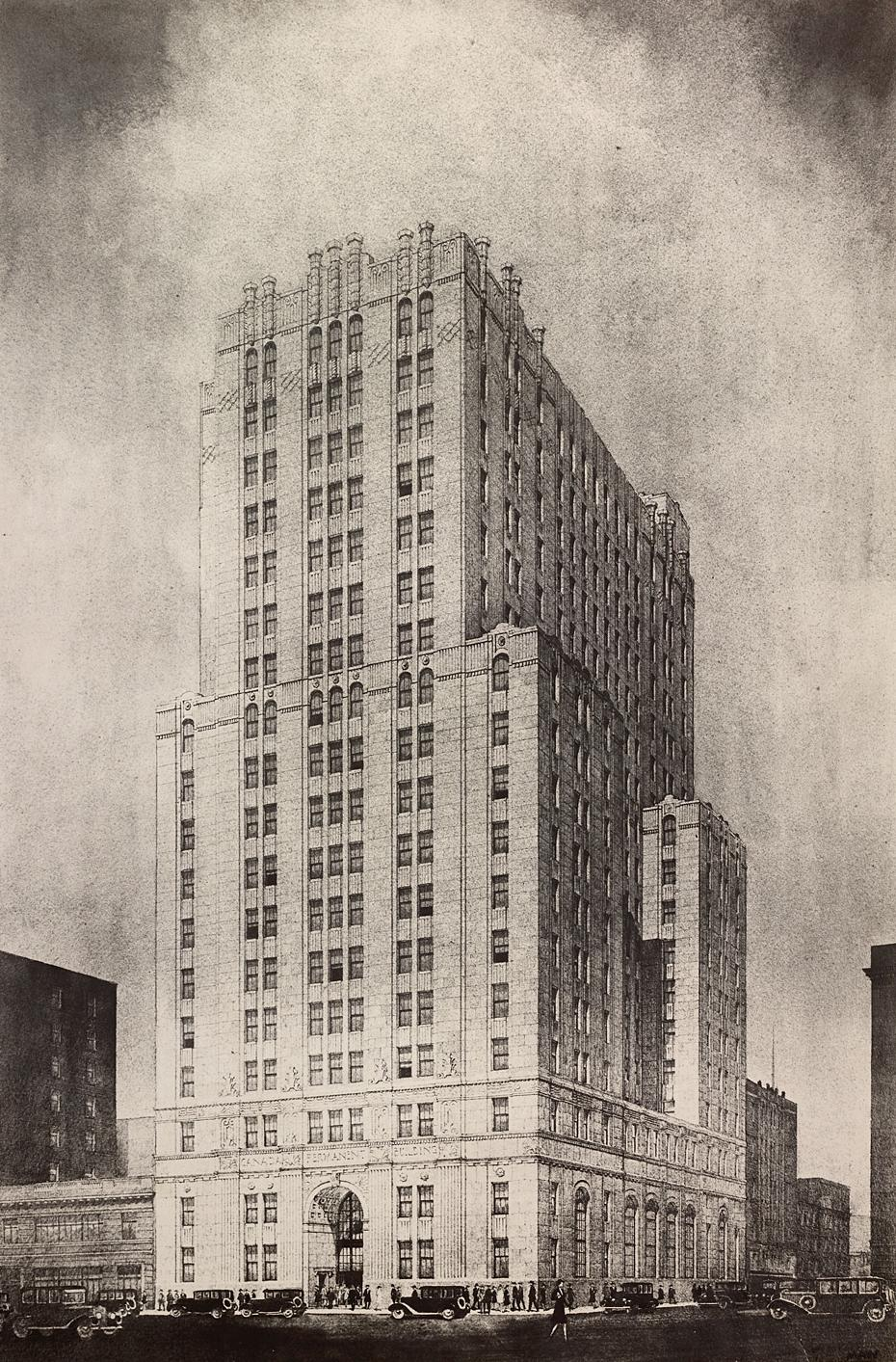
رندر معماری ساختمان Canada Permanent Trust در تورنتو، کانادا.

رندر معماری یا تصویرسازی معماری (که اغلب به اختصار archviz یا ArchViz نامیده می‌شود) هنر ایجاد تصاویر یا انیمیشن‌های سه‌بعدی است که ویژگی‌های یک طرح معماری پیشنهادی را نمایش می‌دهد.

## رندرهای تولید شده توسط کامپیوتر

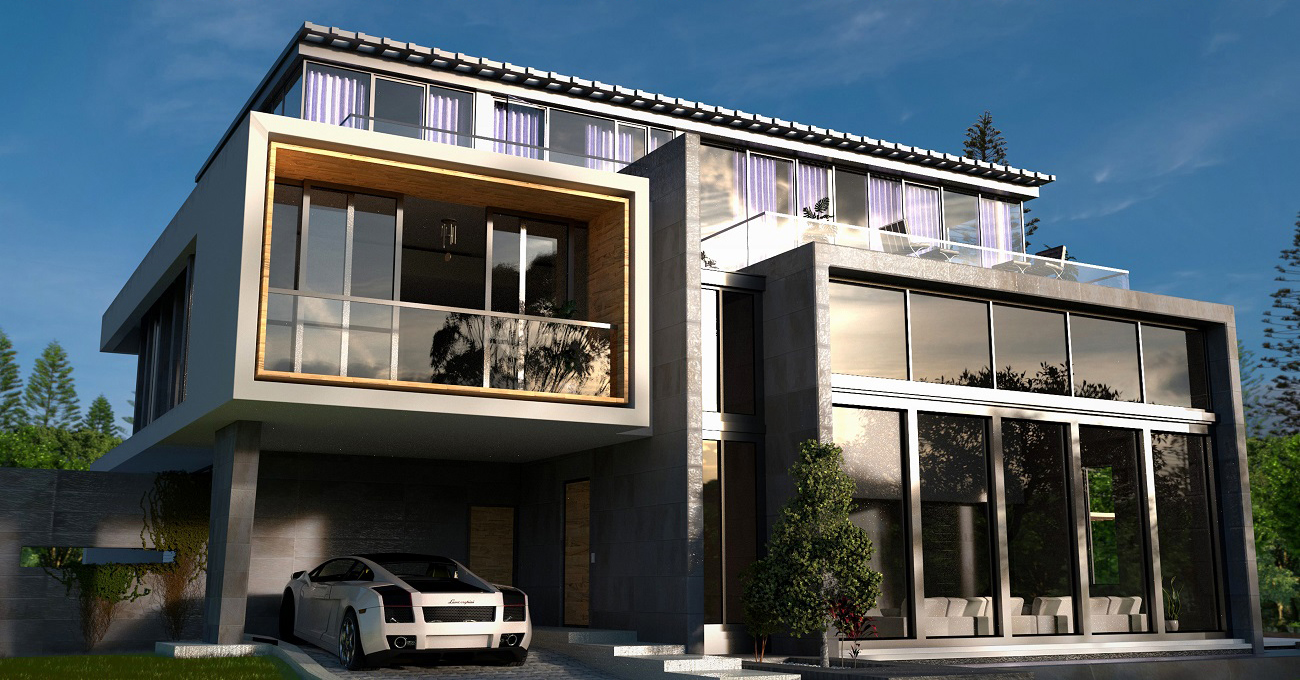
رندر معماری ساخته شده در بلندر

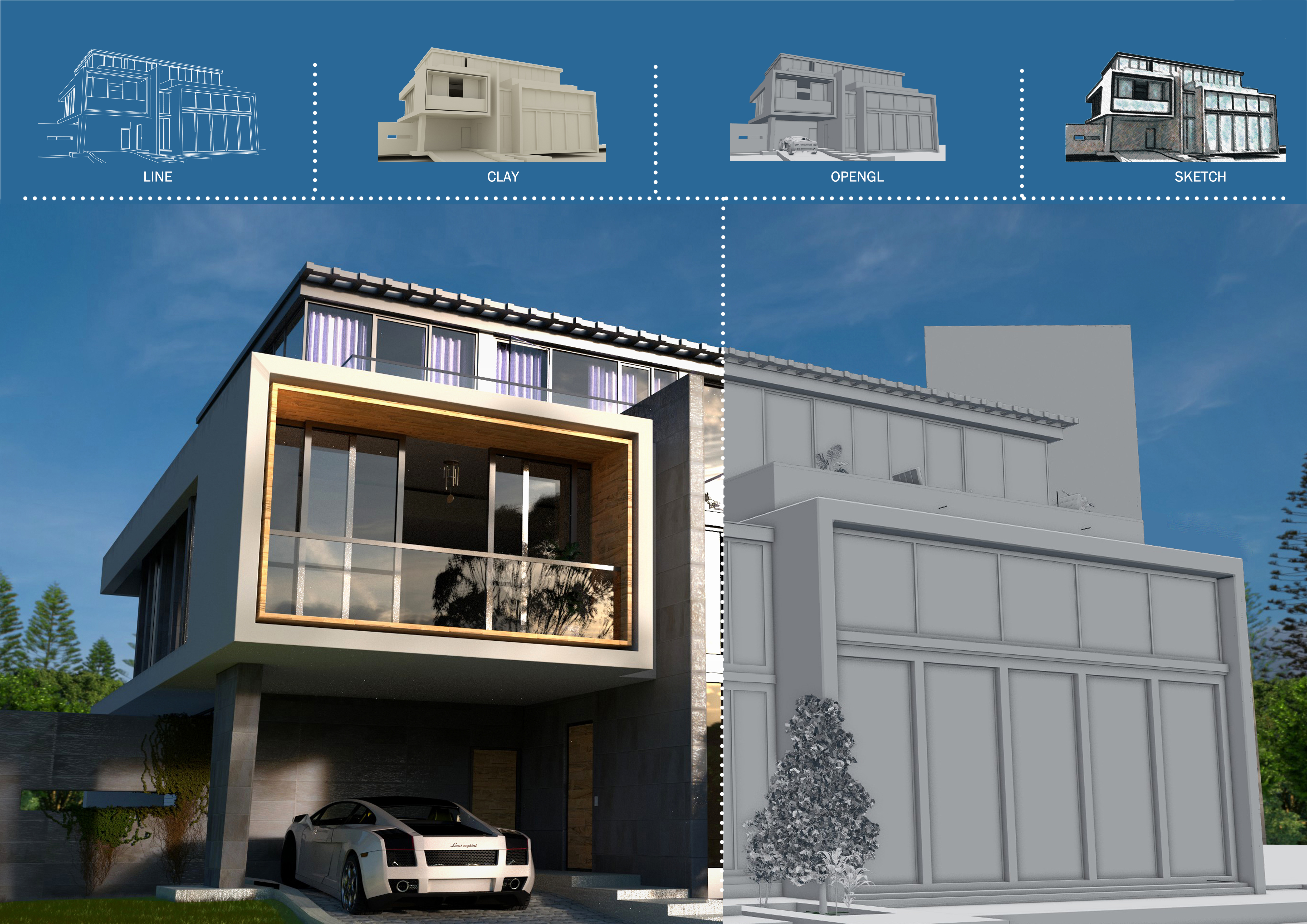
همان رندر معماری که سبک‌های مختلف رندر را نشان می‌دهد

تصاویری که با استفاده از نرم‌افزارهای مدل‌سازی سه‌بعدی یا سایر نرم‌افزارهای کامپیوتری برای اهداف ارائه تولید می‌شوند، معمولاً «رندرهای تولیدشده توسط کامپیوتر» نامیده می‌شوند. تکنیک‌های رندرینگ متنوع هستند. برخی روش‌ها تصاویر ساده و تخت یا تصاویری با سایه‌های ابتدایی ایجاد می‌کنند. یکی از روش‌های محبوب از نرم‌افزارهای پیشرفته برای شبیه‌سازی نورپردازی و مواد واقعی استفاده می‌کند. این تکنیک اغلب «رندر فوتورئالیستیک» نامیده می‌شود. رندرها معمولاً برای ارائه، بازاریابی و تحلیل طراحی ساخته می‌شوند.
- رندرهای ثابت
- انیمیشن‌های پیمایش و پرواز سه‌بعدی (فیلم)
- تورهای مجازی
- واقعیت مجازی زنده
- پلان‌های طبقات
- رندر سه‌بعدی فوتورئالیستیک
- رندرهای سه‌بعدی بلادرنگ
- رندرهای پانوراما
- رندرهای مطالعه نور و سایه (سکیوگرافی)
- رندرهای نوسازی (فوتومونتاژ)
- و سایر موارد

## انواع متداول رندرهای معماری
رندرهای معماری اغلب به سه زیرگروه تقسیم می‌شوند: رندرهای خارجی، رندرهای داخلی، و رندرهای هوایی.
رندرهای خارجی به تصاویری گفته می‌شود که نقطه دید یا زاویه مشاهده آن‌ها در خارج از ساختمان قرار دارد، در حالی که رندرهای داخلی تصاویری هستند که نقطه دید یا زاویه مشاهده آن‌ها در داخل ساختمان قرار گرفته است. رندرهای هوایی مشابه رندرهای خارجی هستند، اما زاویه دید آن‌ها در خارج و بالای ساختمان قرار دارد و معمولاً به صورت مایل به سمت پایین نگاه می‌کند.

## یادگیری
به‌طور سنتی، تکنیک‌های رندر در یک روش آموزشی «کلاس استادانه» (مانند École des Beaux-Arts) آموزش داده می‌شد، جایی که یک دانشجو به‌صورت خلاقانه با یک مربی در زمینه هنرهای زیبا کار می‌کرد. معماران امروزی از اسکچ‌های دستی، نقاشی‌های قلم و جوهر، و رندرهای آبرنگی برای نمایش طرح‌های خود با دید هنری استفاده می‌کنند. گرافیک‌های تولیدشده توسط کامپیوتر جدیدترین ابزار مورد استفاده توسط تصویرگران معماری است.
در ۲۰ تا ۳۰ سال گذشته، بسیاری از تصویرگران حرفه‌ای معماری ابتدا در رشته معماری تحصیل کرده‌اند و سپس با پیشرفت مهارت‌هایشان در تصویرسازی (که عمدتاً به‌صورت خودآموز بوده)، وارد این حرفه شده‌اند.

## رندرهای دستی یا تصویرسازی معماری
تا زمانی که مدل‌سازی سه‌بعدی کامپیوتری رایج شد، رندرهای معماری به‌صورت دستی ایجاد می‌شدند. هنوز هم تصویرگران معماری وجود دارند که رندرها را کاملاً با دست ترسیم می‌کنند، و همچنین تصویرگرانی که از ترکیب نقاشی دستی و رنگ یا خطوط تولیدشده توسط کامپیوتر استفاده می‌کنند. از جمله متریال‌های رایج برای رندرهای معماری دستی می‌توان به آبرنگ، مداد رنگی، گواش، و مداد گرافیتی یا زغال اشاره کرد.

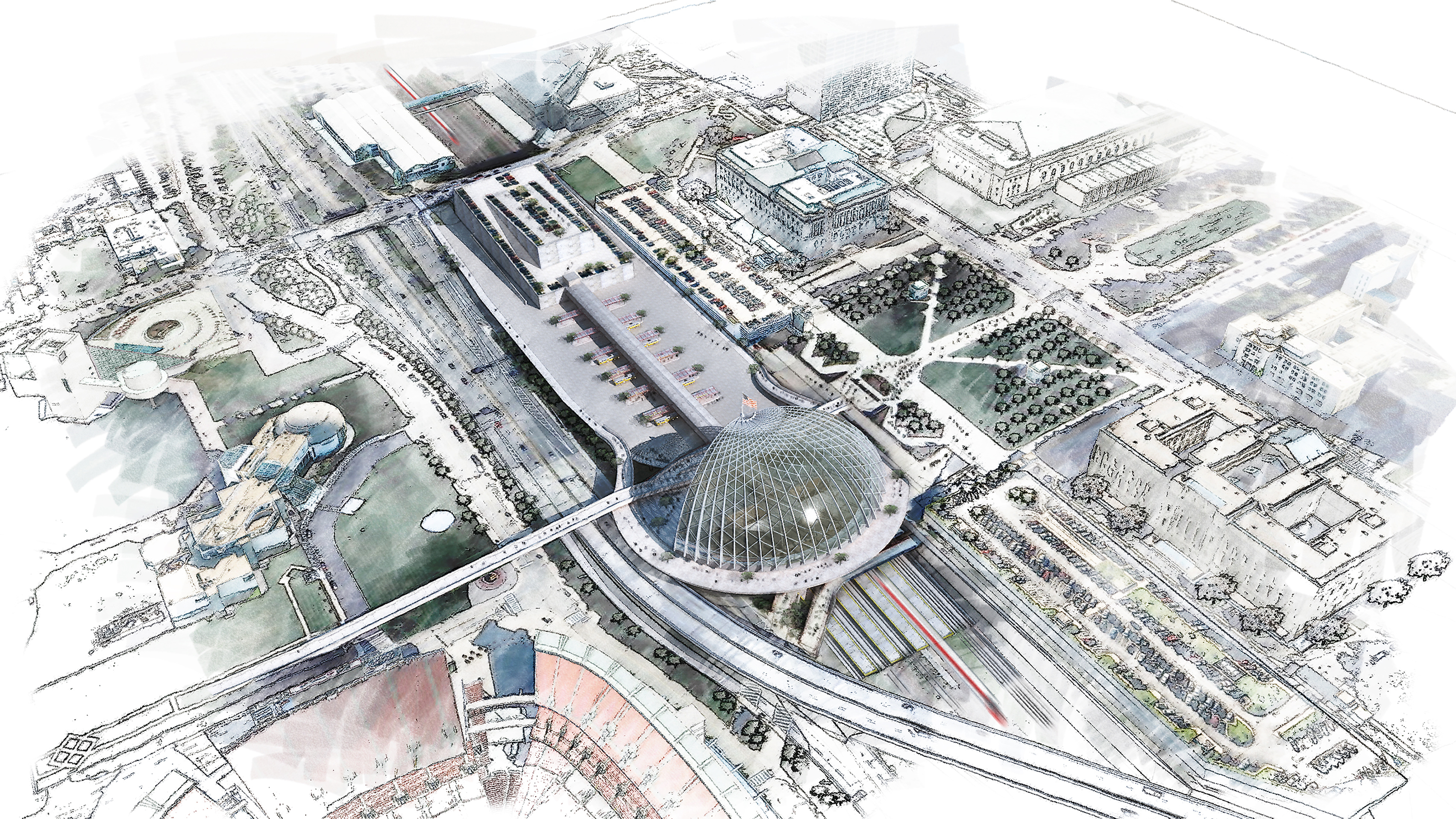
رندر دستی

## جوایز
جایزه یادبود «هیو فریس» توسط انجمن تصویرگران معماری آمریکا به پاس قدردانی از برتری در نمایش گرافیکی معماری اهدا می‌شود. این جایزه بالاترین افتخار این انجمن محسوب می‌شود.
جوایز سه‌بعدی معماری CGarchitect نیز توسط وب‌سایت CGarchitect.com به منظور تقدیر از دستاوردهای برجسته در زمینه رندرهای معماری تولیدشده توسط کامپیوتر اهدا می‌شود. این جوایز که از سال ۲۰۰۴ آغاز شده‌اند، در پنج دسته اصلی اعطا می‌شوند:
- بهترین تصویر معماری
- بهترین فیلم معماری
- بهترین تصویر دانشجویی
- بهترین فیلم دانشجویی
- بهترین ارائه تعاملی / فناوری نوظهور

## انیمیشن معماری
- هنر مفهومی
- موزه طراحی معماری، برلین، آلمان